# Amanda Ribas
Amanda Ribas (Varginha, 26 de agosto de 1993) é uma lutadora de artes marciais mistas (MMA) brasileira que compete no peso-palha, divisão do Ultimate Fighting Championship.

## Carreira no MMA
Profissional desde 2014, Amanda Ribas lutou em várias organizações até chegar ao UFC em 2019, com um cartel de 6-1.

### UFC
Ribas fez sua estreia no UFC em 29 de Junho de 2019 no UFC on ESPN: Ngannou vs. dos Santos contra a americana Emily Whitmire. Ela venceu via finalização no segundo round.
Ribas voltou ao octógono em 12 de Outubro de 2019 no UFC Fight Night: Joanna vs. Watterson para enfrentar a compatriota Mackenzie Dern. Ela venceu via decisão unânime.
Amanda Ribas era esperada para enfrentar Paige VanZant em 14 de março de 2020 no UFC Fight Night: Lee vs. Oliveira. Entretanto, VanZant teve que se retirar da luta devido a lesão e foi substituída por Randa Markos. Ribas venceu por decisão unânime.
A luta contra Paige VanZant foi remarcada no peso mosca para o dia 11 de julho de 2020 no UFC 251: Usman vs. Masvidal. Amanda venceu por finalização com uma chave de braço no primeiro round.

## Cartel no MMA
| Cartel no MMA   |             |            |
| 13 lutas        | 11 vitórias | 2 derrotas |
| Por nocaute     | 3           | 2          |
| Por finalização | 4           | 0          |
| Por decisão     | 4           | 0          |

| Res.    | Cartel | Oponente                  | Método                                | Evento                               | Data       | Round | Tempo | Local                  | Notas                                      |
| ------- | ------ | ------------------------- | ------------------------------------- | ------------------------------------ | ---------- | ----- | ----- | ---------------------- | ------------------------------------------ |
| Derrota | 11-3   | Katlyn Chookagian         | Decisão (dividida)                    | UFC Fight Night: Blachowicz vs Rakic | 14/05/2022 | 3     | 5:00  | Las Vegas              |                                            |
| Vitória | 11-2   | Virna Jandiroba           | Decisão (unânime)                     | UFC 267: Blachowicz vs. Teixeira     | 30/10/2021 | 3     | 5:00  | Abu Dhabi              |                                            |
| Derrota | 10-2   | Marina Rodriguez          | Nocaute Tecnico (Cotoveladas e socos) | UFC 257: Piorier vs. McGregor 2      | 23/01/2021 | 2     | 0:54  | Abu Dhabi              |                                            |
| Vitória | 10-1   | Paige VanZant             | Finalização (chave de braço)          | UFC 251: Usman vs. Masvidal          | 11/07/2020 | 1     | 2:21  | Abu Dhabi              | Estreia no Peso-Mosca.                     |
| Vitória | 9-1    | Randa Markos              | Decisão (unânime)                     | UFC Fight Night: Lee vs. Oliveira    | 14/03/2020 | 3     | 5:00  | Brasília               |                                            |
| Vitória | 8-1    | Mackenzie Dern            | Decisão (unânime)                     | UFC Fight Night: Joanna vs. Waterson | 12/10/2019 | 3     | 5:00  | Tampa, Flórida         |                                            |
| Vitória | 7-1    | Emily Whitmire            | Finalização (mata leão)               | UFC on ESPN: Ngannou vs. dos Santos  | 29/06/2019 | 2     | 2:10  | Minneapolis, Minnesota | Estreia no UFC.                            |
| Vitória | 6-1    | Jennifer Gonzalez Araneda | Nocaute Técnico (socos)               | MX - Max Fight 18                    | 21/05/2016 | 2     | 0:42  | Varginha, Minas Gerais | Ganhou o Cinturão Peso-Palha do MF.        |
| Derrota | 5-1    | Polyana Viana             | Nocaute (socos)                       | Jungle Fight 83                      | 28/11/2015 | 1     | 2:54  | Rio de Janeiro         | Perdeu o Cinturão Peso-Palha do Jungle FC. |
| Vitória | 5-0    | Tania Pereda              | Finalização (mata leão)               | Jungle Fight 79                      | 04/07/2015 | 1     | 1:16  | Rio de Janeiro         | Ganhou o Cinturão Peso-Palha do Jungle FC. |
| Vitória | 4-0    | Aline Sattelmayer         | Decisão (unânime)                     | Jungle Fight 76                      | 11/04/2015 | 3     | 5:00  | Rio de Janeiro         |                                            |
| Vitória | 3-0    | Iara Sales                | Nocaute Técnico (socos)               | PC - Pentagon Combat Fights 20 -     | 27/09/2014 | 1     | 0:36  | Varginha, Minas Gerais |                                            |
| Vitória | 2-0    | Ariane Carnelossi         | Finalização (chave de joelho)         | PC - Pentagon Combat Fights 20       | 27/09/2014 | 1     | 4:46  | Varginha, Minas Gerais |                                            |
| Vitória | 1-0    | Jessica Almeida           | Nocaute Técnico (socos)               | PC - Pentagon CombatFights 19        | 15/03/2014 | 1     | 0:42  | Varginha, Minas Gerais | Peso-palha.                                |